# Alberto Zorzoli
Alberto Zorzoli (Milano, 15 dicembre 1943) è un politico italiano.

## Biografia
Alberto Pietro Maria Zorzoli nasce a Milano il 15 dicembre 1943. Imprenditore, fin da giovane si avvicina alla politica militando nel Partito Repubblicano Italiano.
Eletto consigliere comunale di Milano nel 1975 e nel 1980, è all'opposizione delle giunte Aniasi e Tognoli.
Rieletto nel 1985, Il PRI entra nella nuova Giunta Tognoli, Zorzoli diventa assessore ai Lavori pubblici.
Nel 1986 col subentro a Carlo Tognoli di Paolo Pillitteri ne diviene vicesindaco, assessore ai tributi e alle municipalizzate. La giunta inizialmente comprendeva oltre ai membri del Partito Socialista Italiano anche esponenti della Democrazia Cristiana e del Partito Repubblicano Italiano. 
In seguito a forti dissidi con il Psi la Dc abbandona la maggioranza e Pillitteri vara una nuova giunta che racchiudeva oltre a membri di Psi e PRI anche esponenti del Partito Comunista Italiano e della Federazione dei Verdi.
Con le elezioni del 1990 Zorzoli viene rieletto ed il sindaco Pillitteri gli affida le deleghe al demanio ed ai tributi.
Con lo scoppio di Tangentopoli nel 1992 Zorzoli chiede ai colleghi repubblicani di uscire dalla giunta.
Nelle successive elezioni del 1993 l'autoesclusione del PRI dalle elezioni lo induce ad accettare la candidatura nella nuova formazione capeggiata da Adriano Teso "PATTO CON MILANO", di cui risulta il primo dei non eletti. 
Con le dimissioni di Teso, diventato sottosegretario nel primo governo Berlusconi, dal consiglio comunale Zorzoli, che nel frattempo aveva aderito alla nascente "Forza Italia", gli subentra e torna in comune in opposizione al neosindaco di Milano il leghista Marco Formentini fino al 1995.
Eletto consigliere regionale nel 1995 per Forza Italia, il 23 aprile 1995 il neopresidente della regione Lombardia Roberto Formigoni nomina Zorzoli vicepresidente e assessore al bilancio e al controllo di gestione.
Dopo l'esperienza in Regione accetta la candidatura al Senato della Repubblica nelle elezioni politiche del 2001, risultando eletto per Forza Italia. 
Dal 22 giugno 2001 al 25 settembre 2002 è segretario della Commissione bilancio del Senato, dal 9 febbraio 2005 al 1º gennaio 2006 è segretario della Commissione d'inchiesta uranio impoverito e dal 25 settembre 2002 al 27 aprile 2006 è membro della Commissione difesa. 
Inoltre è componente della Commissione parlamentare per le questioni regionali dal 7 novembre 2002 al 27 aprile 2006 e componente della Commissione parlamentare d'inchiesta sulle cause dell'occultamento di fascicoli relativi a crimini nazifascisti dall'8 ottobre 2003 al 27 aprile 2006.
Terminata la legislatura, nell'aprile 2006, si allontana definitivamente dalla politica.